# Paco Costas
Francisco Costas Verde (Bueu, Pontevedra, 11 de noviembre de 1931-Madrid, 11 de julio de 2018), más conocido como Paco Costas, fue un periodista español especializado en temas de automoción.

## Televisión
Inició sus colaboraciones con el mundo de la prensa, mediante columnas sobre seguridad vial en el Diario de Ávila. En 1974 comienza a trabajar en Televisión Española, primero presentando una pequeña sección dedicada al motor en el programa Todo es posible en domingo (1974).
Más tarde, y dado el interés que despertó el espacio, TVE le encargó la dirección y presentación de un programa propio sobre su especialidad, llamado Cuatro tiempos (1974-1975). 
Sin embargo fue el programa La segunda oportunidad (1978-1979), realizada por Fernando Navarrete, con guiones y presentación del propio Costas, la que consolidó su popularidad. Se trataba de un espacio divulgativo en el que Paco Costas, de forma didáctica y con ejemplos gráficos, aconsejaba a los telespectadores sobre las correctas prácticas al volante.
Ya en la década de los ochenta, en la misma cadena hizo el programa Grand Prix: Así es la Fórmula 1, en el que contaba las interioridades de la Fórmula 1; y en 1987, también en TVE, condujo el espacio Así fue, así lo cuentan, en el cual personajes famosos narraban sus experiencias de conducción, con accidentes en ocasiones, para poner el acento en como se podrían haber evitado.
Durante los últimos años antes de fallecer colaboraba con la TPA, como comentarista de las carreras de Fórmula 1.

## Prensa
En prensa escrita, colaboró en distintos periódicos, como El País, Pueblo, Diario 16 o en Ya, además de diversas revistas especializadas (Motor 16, Auto-diésel, Car & Driver, Tele-radio...).

## Radio
También trabajó en radio, presentando y dirigiendo varios programas en la desaparecida cadena Antena 3 Radio, y colaborando en el espacio Lo que es la vida, de Nieves Herrero, en Radio Nacional de España.

## Otras actividades
Durante sus últimos años se dedicó a dar conferencias sobre seguridad vial, tarea que compaginó con la dirección de la Escuela de Conducción y Seguridad Vial Paco Costas.
En 2001 publicó La Década Mágica, sobre automovilismo.